# Юйхун
Юйху́н (кит. упр. 于洪, пиньинь Yúhóng) — район городского подчинения города субпровинциального значения Шэньян (КНР).
Здесь расположен аэропорт военного назначения Юйхун.

## История
Район был создан в 1964 году из прилегающих частей районов Теси и Хуангу.

## Административное деление
Район Юйхун делится на 12 уличных комитетов.